# Tree and Leaf
Tree and Leaf (no Brasil, Sobre Histórias de Fadas)  é um livro publicado em 1964, contendo dois trabalhos de J. R. R. Tolkien.
- uma versão revisada de um ensaio feito On Fairy-Stories (Sobre Histórias de Fadas, publicado originalmente em 1947 em Essays Presented to Charles Williams)
- um conto alegórico chamado Leaf by Niggle (Folha por Niggle, publicado originalmente em Dublin Review, em 1945)

Ambas as partes foram incluídas na coleção The Tolkien Reader ,em 1966, e também apareceram em várias coleções subsquentes.
Leaf by Niggle e Bilbo's Last Song foram publicados postumamente e ilustrados por Pauline Baynes.